# 参勤交代
参勤交代（さんきんこうたい）とは、江戸時代において各藩の主である大名や交代寄合を交替で江戸に出仕させる制度。参勤交替、参覲交代、参覲交替などとも書く。

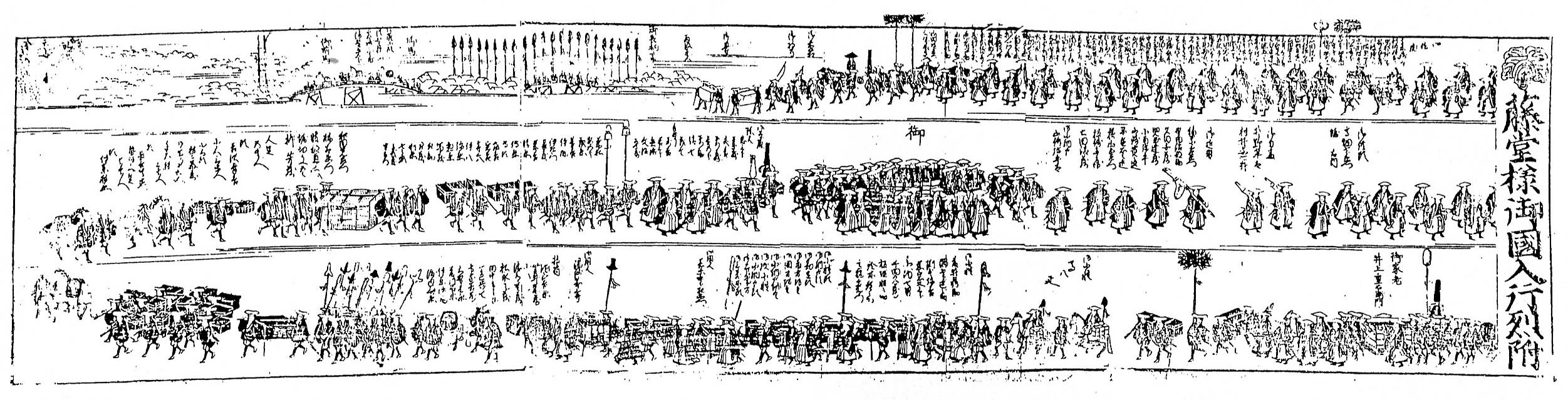
藤堂様御国入行列附版画/伊賀文化産業協会蔵

## 概要
参勤交代とは徳川政権期、諸大名が将軍の許に出仕し門番・火番や作事などの勤めを交代で行う制度である。参勤交代は諸大名が交代で在府して大名課役を勤め、幕藩体制を維持する点に意味があり、各藩に財政負担を強いたり、軍事力を削ぐための政策とする古典学説は退けられている。将軍に対する大名の服属儀礼として始まったが、寛永12年（1635年）に徳川家光によって徳川将軍家に対する軍役奉仕を目的に制度化された。この制度では諸大名は1年に1度江戸と自分の領地を行き来しなければならず、江戸を離れる場合でも正室と世継ぎは江戸に常住しなければならなかった。側室および世継ぎ以外の子にはそのような義務はなかった。ただし、当主の交替などの特殊の事情があるときには大名の妻子が一時的に帰国を許されたなどの例外もあり、また夫を喪って後家となった正室には帰国が容認されているケースも見られる。
参勤交代は、こうした政治的統制の面だけでなく、江戸と国元の定期的な交流により文化・経済の交流にも大きな役割を果たした。
なお、高野山（金剛峯寺）のように大名並みの領地を所有している寺社にも参勤交代に相当する「江戸在番」の制度があった。

## 名称
「参勤」とは自分の領地から江戸へ赴く旅、「交代」または「就封（しゅうほう）」とは自分の領地に帰還する旅のことである。参勤は一定期間主君のもとに出仕し、任期が満了すると暇を与えられて自分の領地に帰り政務を執ることを意味する。「参っ」て「覲（まみ）える（＝目上の人に会う）」ことであるから正しくは「参覲交代」と表記するが、役人が「参勤交代」と誤って記録に記述してしまって以来、このように書くのが一般的になった。
参勤交代を規定した『武家諸法度』の条文には
とあり、交代は「交替」とも書かれる。

## 内容

### 原文
参勤交代を制度化したのは江戸幕府三代将軍の徳川家光であり、武家諸法度の寛永令にあたる条文より読み取ることができる。
現代語に翻訳すると『大名や小名は自分の領地と江戸との交代勤務を定める。毎年4月に参勤すること。供の数が最近非常に多く、領地や領民の負担である。今後はふさわしい人数に減らすこと。ただし上洛の際は定めの通り、役目は身分にふさわしいものにすること。』という意味になる。

### 目的
この制度の目的は、過大な費用負担により諸大名の財政を弱体化させることで勢力を削ぎ謀反などを抑える効果、あるいは大名の後継ぎが制度上全員が江戸育ちとなることから精神的に領地と結びつきにくくする効果があったともいわれるが、これらは結果論でしかなく、当初幕府にそういった意図はなかったという説が現在では有力である。ちなみに、諸大名への金銭的負担をさせる目的ならば手伝普請などより効果的な手法も取り得たし、そもそも各藩の財政が破綻して軍役が不可能となっては本末転倒であることから「大名行列は身分相応に行うべき」と通達を行なっていることも、当時の幕府の文書から読み取れる。

## 沿革

歌川広重（二代）作「花廾曙錦の行烈」徳川家茂上洛（1863年）

### 制度前
参勤交代は平安末期の#京都大番役や、鎌倉期の鎌倉大番役を起源とされている。鎌倉時代には御家人が鎌倉に参勤する制度があり、三年に一度の参勤が行われていた。また、和田・畠山・三浦・佐々木などの旧功譜代の家は鎌倉に定住し、時おり、領地に戻るという生活を送った。室町時代には、細川・畠山などは在京し、その他の大名は京都に参勤した。ただし、鎌倉府管轄の関東（後に東北も含まれる）の大名は鎌倉に定住していた（在鎌倉制）。戦国時代にも将軍への参勤は存続していた。また、一部の戦国大名は服属した武士を城下に集めるようになり、織田政権にも織田信長への参勤が行われていた。
近世の参勤は、豊臣政権期の諸大名による自主的な大坂・伏見参勤を源流とし、諸大名は関ヶ原の戦い後も大坂夏の陣までは豊臣家・徳川家の双方に参勤を行っていた。徳川政権成立期は徳川家康が上洛し伏見城に諸大名が参勤していたが、家康が駿府城に隠居した後は諸大名との謁見はするが、駿府に藤堂高虎以外の屋敷は置かれず、江戸に参勤が集中するようにした。諸大名の江戸参勤が定着するのは寛永年間以降である。
当初、参勤自体は自発的なものであったが次第に制度として定着していった。元和3年（1617年）以降には東国と西国の大名がほぼ隔年で参勤している状態となっていた。
寛永12年（1635年）三代将軍徳川家光の時代に『武家諸法度』が改定され（寛永令）、第二条で「大名小名在江戸交替相定也、毎歳夏四月中可参勤」と規定されたことによって、制度としての参勤交代が明文化された。その後、元禄‐享保期に参勤交代の制度が確立された。

### 制定後
制定後、諸大名は一年おきに江戸と国元を往復することが義務となり、街道の整備費用に始まり、道中の宿泊費や移動費、国元の居城と江戸藩邸の両方の維持費などにより大きな負担を強いられた。なお、水戸藩などのように参勤交代を行わない江戸定府の藩も存在した。
また、参勤の間隔が長く在府の期間が短い藩も存在した（詳細は「在府生活」を参照）。
足利尊氏の後裔を藩主とする喜連川藩は、参勤交代義務の免除および妻子の在国許可を得ていた。ただし、毎年12月に自主的に参府していた。
寛文5年（1665年）には大名証人制度が廃止され、人質として有力家臣の子弟が在府する必要はなくなったが、大名妻子の江戸在住は継続されている。
延宝元年（1673年）、讃岐高松藩主松平頼重が致仕した際、時の将軍家綱に、参勤交代の簡素化を上申した。
享保の改革
享保7年（1722年）に上米の制と呼ばれる石高1万石に対し100石の米を上納させる代わり、江戸滞在期間を半年とする例外的措置をとったことがある。この措置には幕府内に反対意見もあったようではあるが、幕府の財政難を背景に制定されたということもあり、結局享保15年（1730年）まで続けられた。

### 参勤交代の形骸化
延享期になると、参勤をしない大名や帰国しない大名が現れ問題化し始めた。諸大名は参勤交代の制度を守らなくなり、参勤交代を前提とした大名課役に破綻をきたすようになっていった。
大名課役は江戸だけではなく各地の天領においても賦課されていたが、陸奥国仙台藩主・伊達重村は明和2年（1765年）に官位のためであれば、江戸ではなく天皇のいる京都で禁裏御用を勤める方が官位昇進に有効だと語っている。将軍への奉公のはずの大名課役が、武家官位を獲得のための天皇への奉公へと転化する傾向が表れ始めていた。
文化年間以降、幕府は滞府する大名に参勤交代を遵守するよう頻繁に求めるようになった。
肥前国平戸藩元藩主の松浦静山は『甲子夜話』で19世紀の参勤交代について、自身の幼少期には稀に在府を続ける大名がいたが、近年（文政・天保年間）は参勤の時期になっても在国している大名がいると語っている。

### 制度廃止
嘉永6年（1853年）にマシュー・ペリーが来航し、その圧倒的な武力を背景に欧米列強が日本に対して開国を迫ることになる。文久2年（1862年）、朝廷は幕府に参勤交代を含む幕政改革を要求し、島津久光も同じく海防を理由に参勤交代制の改革を要求した。外様大名が幕府に幕政改革を求める異例な状況であったが、幕府はこれを受け参勤交代の制度改変を実施した。文久2年（1862年）8月に参勤交代の頻度を3年に1回（100日）とし、大名の在国中は江戸屋敷の家来を減少するように命じた。また、大名の嫡子・妻子についても帰国を認め、大名・家来の妻子の帰国についても幕府役人の書状を不必要とし、一般旅行者の関所改めも簡略化するなど、文久の改革と呼ばれる規制緩和を行なった。これは日本全体としての軍備増強と全国の海岸警備を目的としていたが、結果として徳川幕府の力を弱めることとなってしまった。
この幕府の発言力低下を背景に元治元年（1864年）8月、京都で禁門の変と呼ばれる長州藩と江戸幕府・薩摩藩との武力衝突が起きる。これを機に翌月の9月に制度を元に戻そうとしたが、すでに幕府の威信は大きく損なわれており、従わない藩も多く存在したため、幕府の決定的求心力低下が露見することとなった。こうして慶応3年（1867年）、大政奉還と共にこの制度は姿を消した。

## 参勤交代の流れ

### 準備
参勤交代に関する資料は多数存在するが、特に加賀藩の家老である横山政寛が書き残した『御道中日記』には、その詳しい日付だけでなく、掛かった日数や費用、苦労話などが事細かに記載されている。
それによると参勤交代は毎年四月に行なわれるが、その準備は半年以上も前から行なわれ、予算の調達に始まり、他大名との間に宿場の重複がないか偵察の者を出すことから始まる。徳川御三家や幕府の役人や勅使、他の大名行列などに気を遣い、なるべくすれ違わないように旅行程の調整だけでなく宿代の交渉等々、その準備作業は多岐にわたる。「金沢板橋間駅々里程表」という資料では、石川県の金沢市と東京都の板橋間に宿泊の可能性がある全ての宿場までの距離がダイヤグラムのように記されており、そのような状況下でいかに限りある予算と労力で江戸にたどり着けるかと知恵を絞りぬいた苦労が見て取れる。
そもそも予め幕府へ届出を出した期日までに江戸に到着しなければならなかっただけでなく、遅延が一日発生するだけで現代の貨幣価値にして数千万円から数億円相当の損失に繋がるため、いかなる理由があろうとも決められた日付までに江戸に到着しなければならない事情があった。橋や道路の整備がままならない場所もあり、そのような場合はあらかじめ橋や道路を建設した。それでも通行が難しい場合は近隣住民を大量に雇い、人が盾となって川や海の流れを鎮めたという。加賀藩が親不知を超える際、波を鎮めるために近隣から住民を700人雇ったと記録されており、紀州藩の場合は藩士が数箇月も前から下準備のために来宿したともあり、準備には入念に入念を重ねて行われたものと推測できる。

### 期日と期間
参勤交代を行う大名は偶数年に江戸に来るグループと奇数年に来るグループに分けられた。隣国同士の大名は意図的に異なるグループに分けられたが、これは在国中あるいは江戸において談合などが出来ないようにしたものだと考えられる。各大名は4月、6月、8月、12月など国元を出発する月、および2月、8月など江戸を出発する月が定められていた。

### 出発
軍役である以上、大名は保有兵力である配下の武士を随員として大量に引き連れただけでなく、道中に大名が暇を覚えたり、江戸での暮らしに不自由しないようにかかりつけの医師、茶の湯の家元や鷹匠までもが同行した上、大名専用の風呂釜などを含む多数の手回り品までも持ち運んだとされ、「大名行列」という大掛かりな行進が行なわれた。その人数は禄高によって大きく変わり、加賀百万石と称される加賀藩の場合で2500人から3000人、多いときで4000人に達したという。天保12年（1841年）に行なわれた紀州徳川家の参勤交代では、武士1639人、人足2337人、馬103頭を擁したという記録も残されており、御三家紀州侯の大名行列などは多くの農民が見物に訪れるほど格式と威光が感じられる大行列であったといわれている。
移動時間ならびに移動速度は各大名によりまちまちであるが、自国城下町などを除き、費用節約のために急ぎ足での移動が行われることも多々見られた。一日平均で6〜9時間を掛けて約30〜40キロメートル（km）移動したが、旅行程に遅れが生じた場合は移動距離が50km近くに伸びることもあった。
多くの大名が同時期に参勤交代をしたため、街道および宿場はしばしば混雑した。当初西国には出来るだけ長い海路で大坂まで旅をする大名が多かったが、天候による日程の遅延を避けるために、次第に陸路を増やす傾向があった。

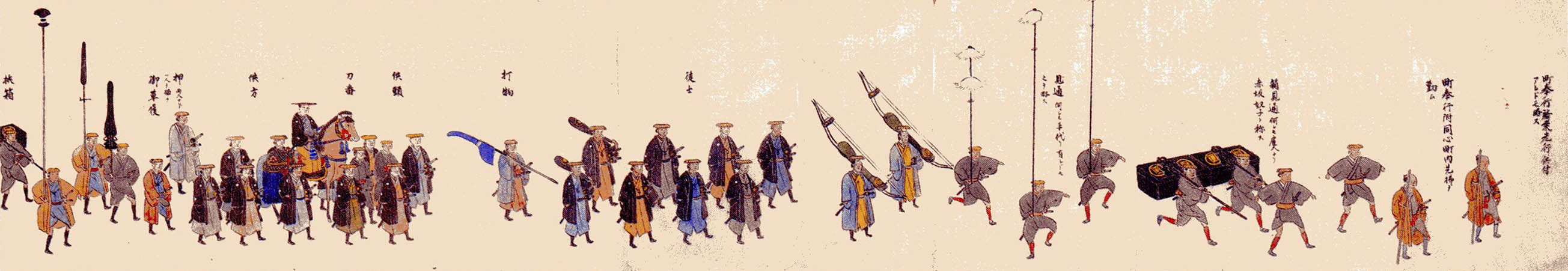
園部藩参勤交代行列図（1） （南丹市文化博物館蔵）

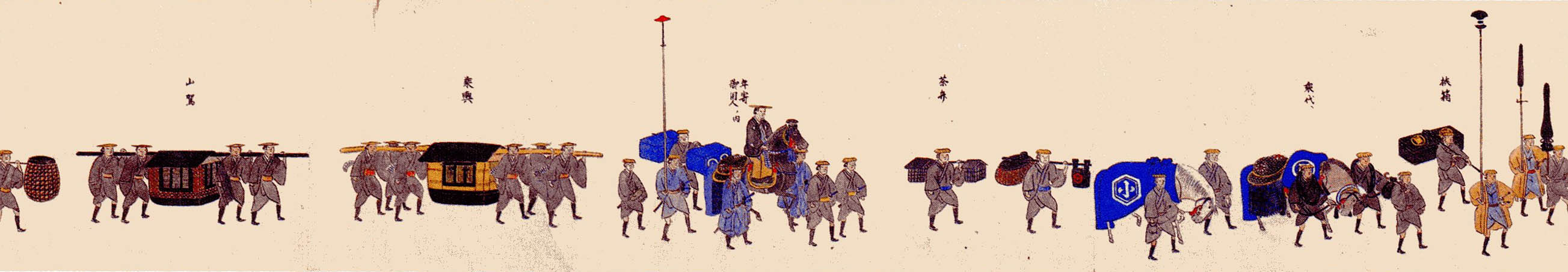
園部藩参勤交代行列図（2） （南丹市文化博物館蔵）

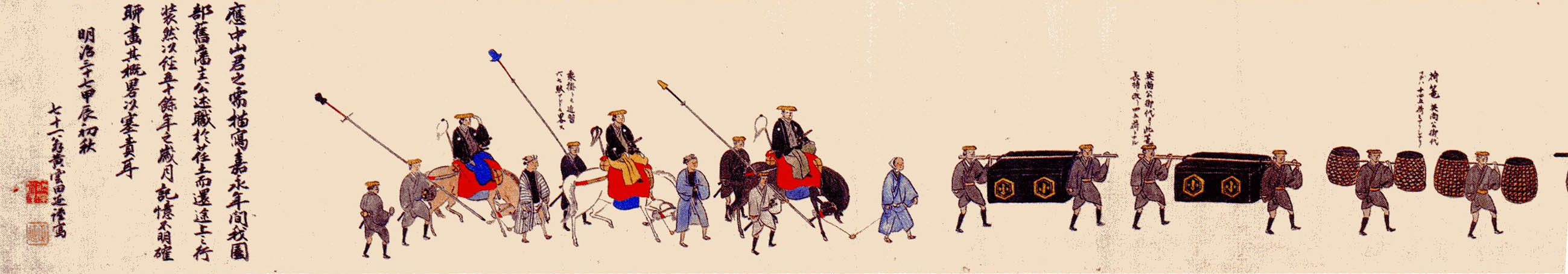
園部藩参勤交代行列図（3） （南丹市文化博物館蔵）

### 自国領内
自国の民衆に威厳を見せつけるために立派な服装を身に纏い、人を大量に雇った上で実際に必要な人数より多く見せることがよくみられた。これは城下町を離れるまで続けられ、町はずれに出ると雇われた人々の任務は完了となり、人数は約半数程度に減る。それ以外の従者たちは旅行に適した服装に着替え、宿泊予定のある宿場町を目指すこととなる。
移動手段は陸路がほとんどであるが、島津藩のように船と陸路を併用して行う場合もあった。陸路の場合、庶民は行列が進んでくると、道を譲らなければならず、馬に乗っていた場合は必ず下馬しなければならなかった。また、自国の大名行列であれば土下座を行った。飛脚や出産の取上げに向かっている産婆を除いて、行列の前を横切ったり、列を乱したりする行為は特に無礼な行為とされ、当時の国内法である公事方御定書（71条追加条）によってその場で「切捨御免」も認められていた。このため、大声で行列の到来を知らせるために徳川御三家の場合は「下に、下に」と叫び、それ以外の諸藩は「片寄れー、片寄れー」、または「よけろー、よけろー」という掛け声を用いて道を譲らせた。制度をよく理解していない外国人がトラブルに巻き込まれるケースもあり、1862年には島津久光の行列を妨害したとしてイギリス人が殺傷される生麦事件が発生し、薩英戦争の引き金となっている。

### 自国領外
参勤交代の行列は他家の領地を通過することになるが、通られる側の大名は使者を遣わして贈り物などを供し、場合によっては道の清掃・整備や渡し舟の貸出なども行なっていた。また通る方も遣わされた使者に対して返礼の品を送るなどしており、両者とも互いに気を遣い合っていた。
また、他家の行列や幕府の役人、勅使などと鉢合わせにならないように各藩それぞれ入念な準備をしていたが、それでも鉢合わせる事態が発生した場合は各々の大名が籠から降り、相互に頭を下げて非礼を詫び合うこともあったという。
民衆は自国以外の大名に対しても下馬の義務や道を譲る義務を課されていたが、自国と徳川御三家の行列以外には土下座する必要はなかった。
西国の大名の多くは整備の進んだ東海道を通ったが、橋がなくしばしば川止めとなる大きな河川が複数あり、日程の変更および経費の増大に見舞われた。そのため、幕府の許可を得て、整備は進んでいないが川止めの可能性がない中山道に変更する大名もみられた。
徳川家康ゆかりの寺として知られる法蔵寺の前を通過する際は、駕籠や馬から下りる必要があったという。

### 宿泊

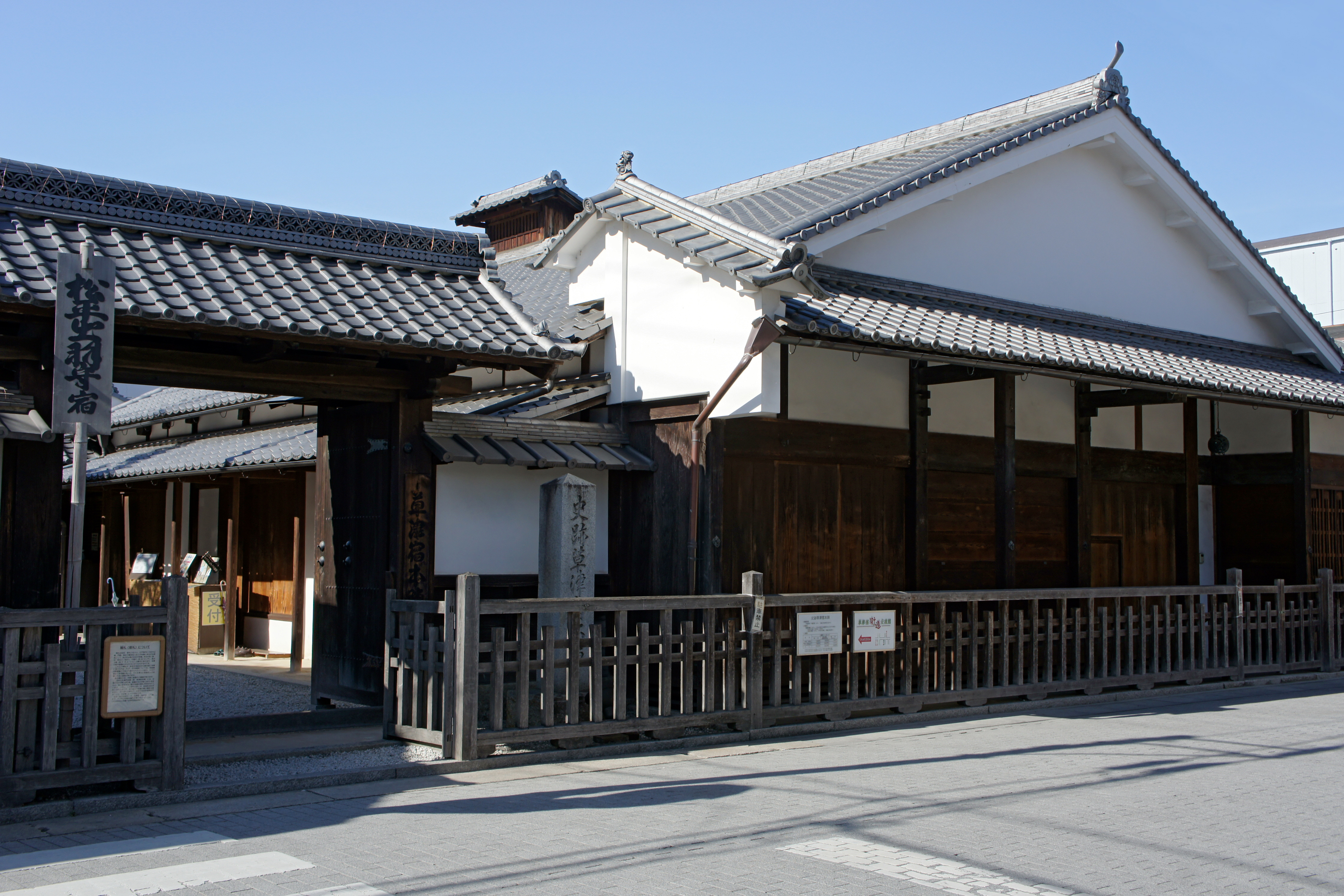
本陣の例（東海道 草津宿）

本陣と呼ばれる大名と関係者専用の宿泊施設に宿泊する。大名は宿泊中に命を狙われる可能性が最も高いので、護衛の者が常に付いており就寝時も武器は手放さなかった。本陣は敵に攻められても対応しやすいような構造をしており、就寝中も小姓が一晩中枕元で本を朗読し、襲撃者に寝込みを襲われないよう用心した。
宿主にとっては大名一行の宿泊は大口の収入源であったが、大名側が旅の途中にトラブルに巻き込まれ、宿泊を急遽キャンセルしなければならないこともあり、宿泊準備費用を巡ってトラブルが絶えなかったという。

### 関所

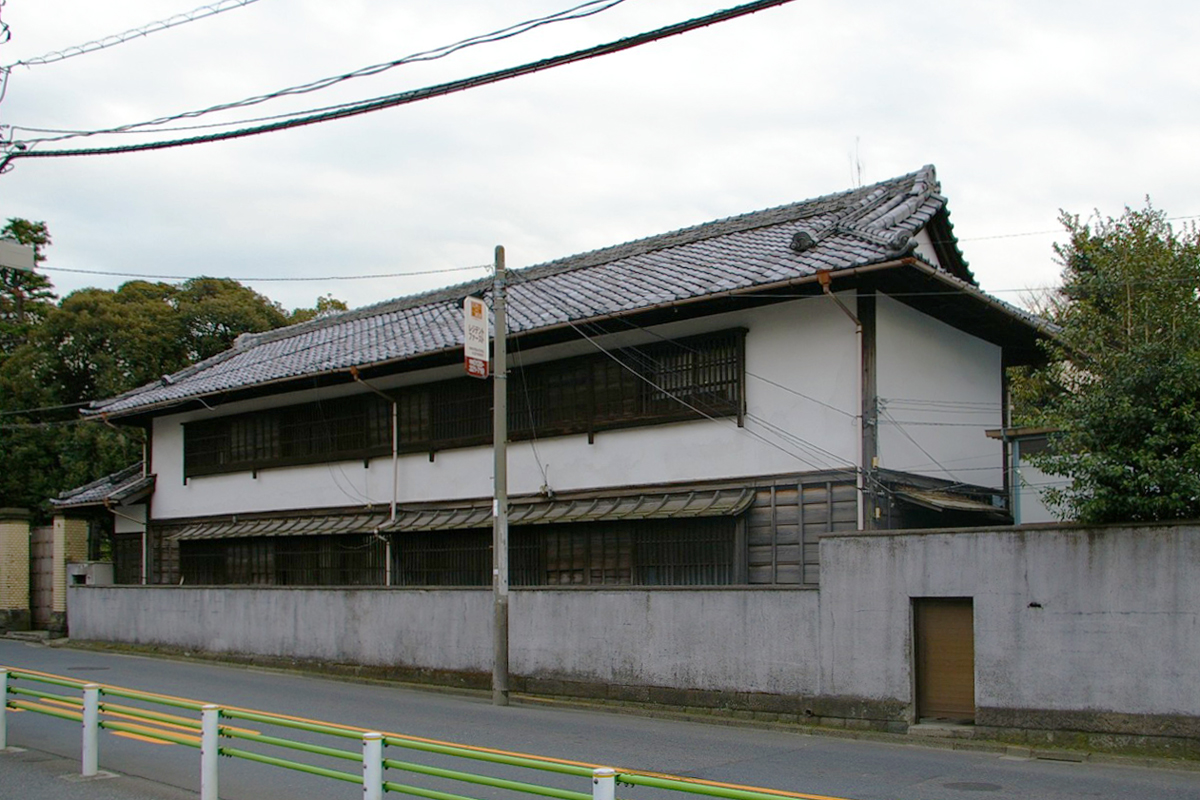
下屋敷の例（佐土原藩）

幕府に対する謀反の意思がないと証明するため、関所を通過する際には大名の籠の窓を開けた上で関所の役人に顔を見せて通過した。その際、役人達は行列の人数や槍・弓などの装備をチェックし、その内容を幕府に報告をした。
江戸の庶民にも同じように自国の威厳を見せつけるため、下屋敷に到着すると立派な服装に着替え、予め雇っておいた人足と合流し、華美な行列を再び仕立て直した。江戸城に到着すると大名は将軍に拝謁し、次の下国までの在府生活が始まることとなる。

### 在府生活
基本的にはおよそ一年あまりを江戸で過ごすよう定められた大名が多かったが、関東の多くの大名は半年ごとに国元、江戸を往復するよう定められていた。また長崎警護の任を与えられた福岡藩および佐賀藩は2年のうち約100日を、交代で江戸で過ごすよう定められていた。遠国の対馬藩は3年に4か月、松前藩は5年に4か月のみ江戸で過ごすことになっていた。

## 日数と費用
『御道中日記』のように、移動日数や費用について記録が多数残されている。
| 現在の地方 | 藩               | 石高    | 藩庁                                                                                  | 道程            | 日数    | 行列規模    | 経費         |
| ---------- | ---------------- | ------- | ------------------------------------------------------------------------------------- | --------------- | ------- | ----------- | ------------ |
| 東北地方   | 伊達家・仙台藩   | 063万石 | 仙台城（北緯38度15分11.5秒 東経140度51分24.3秒 / 北緯38.253194度 東経140.856750度）   | 092里（0368km） | 08-9日  | 2000-3000人 | 03000-5000両 |
| 北陸地方   | 前田家・加賀藩   | 103万石 | 金沢城（北緯36度33分51.4秒 東経136度39分33.2秒 / 北緯36.564278度 東経136.659222度）   | 119里（0480km） | 13日    | 2000-4000人 | 05333両      |
| 山陰地方   | 池田家・鳥取藩   | 033万石 | 鳥取城（北緯35度30分26.6秒 東経134度14分23.9秒 / 北緯35.507389度 東経134.239972度）   | 180里（0720km） | 22日    | 0700人      | 05500両      |
| 四国地方   | 伊達家・宇和島藩 | 010万石 | 宇和島城（北緯33度13分10秒 東経132度33分54.8秒 / 北緯33.21944度 東経132.565222度）    | 255里（1020km） | 30日    | 0300-500人  | 0986両       |
| 九州地方   | 島津家・薩摩藩   | 077万石 | 鹿児島城（北緯31度35分53.6秒 東経130度33分15.8秒 / 北緯31.598222度 東経130.554389度） | 440里（1700km） | 40-60日 | 1880人      | 17000両      |

- 石高は表高で、千の位で四捨五入。
- 行列規模や経費は代表的な数値を記載した。江戸時代を通じて記載された数値が一定して続いていたわけではない。

江戸からの距離によって異なるが、参勤交代の費用は藩収入の5%から20%、江戸藩邸の費用を含めれば50%から75%があてられた。
また、この他に、庄内藩酒井氏の場合は、元禄15年（1702年）から宝永3年（1706年）までの歳出のうち、約82%が江戸で消費されていた。
岸和田藩岡部氏の場合は、安永5年（1776年）の江戸での費用は全体の84%に達し、中小の藩においては、参勤交代に要する費用が藩の歳出の大部分を占めていた藩もあった。

## 影響

### 政治
大名が定期的に領国と江戸を行き来することで、室町時代のように領国か京に留まり続けることにより、幕府の統制を無視したり、逆に領国の管理を任せた守護代に下剋上される事態が未然に防げるようになった。また参勤交代という行為自体が、大名に将軍との主従関係を再確認させた。更には江戸に大名が集まり大名間の社交が行われた結果、情報の集約と伝播が行われ、通信技術が未だ未発達な近世で重要な役割を果たした。

### 経済
交通手段が発達していない時代に道路や橋が整備されていない中、台風や洪水などの不可抗力下においても決められた期日までに国元から江戸にまで到着しなければならなかったことから、加賀藩が黒部川にかけた愛本橋（明治時代半ばに消滅）などに代表される参勤交代用の橋や道路が建設されたり、宿場町の発展をもたらしたりするなど後世に残る都市や交通を大いに発達させることとなる。
これらの街道の整備費用に始まり、道中の宿泊費や移動費、国元の居城と江戸藩邸の両方の維持費などにより、その経済効果は非常に大きいものであった。
ただし、その反面、諸藩の財政難の原因として参勤交代制を挙げる学者が江戸時代にも出ており、江戸期を通して熊沢蕃山・室鳩巣・中井竹山などによって参勤交代制度に対する批判がなされ、実際に、室鳩巣を重用した徳川吉宗の頃には、一時期、参勤交代による江戸の在府期間が半年に短縮されるなどした。

### 風俗
大量の大名の随員が地方と江戸を往来したために、彼らを媒介して江戸の文化が全国に広まる効果をもたらすことにもなった。また、逆に、18世紀の江戸の人口の4分の1、約25万人は参勤交代で地方から来た者達であったため、地方の言語・文化・風俗などが江戸に流入し、そうしたものが相互に影響し、変質して江戸や各地域に伝播し、環流した面もあった。
参勤交代のシステムは、江戸時代を通して社会秩序の安定と文化の繁栄に繋がることになった。また、参勤交代することで江戸に単身赴任する各藩の家臣はかなりの数に上り、この結果、江戸の人口の約半数が武士が占めると共に遊郭が繁栄することとなった。江戸の人口が女性に比して男性の人口が極端に多いのは参勤交代の影響である。

## 関連作品
小説
- 土橋章宏『超高速!参勤交代』 - 参勤交代を題材にした小説。のちに映画化された。
- 浅田次郎『一路』 - のちにテレビドラマ化された。